# 샛별초등학교 (충북)
샛별초등학교는 대한민국 충청북도 청주시에 있는 공립 초등학교이다.

## 학교 연혁
- 2007. 03. 01. 개교 18학급 편성(특수1학급 포함)
- 2007. 03. 01. 초대 이길수 교장 부임
- 2008. 02. 14. 제1회 졸업(118명)
- 2009. 12. 24. 학교평가 우수학교 표창
- 2012. 02. 21. 전국 100대 학교문화우수학교 표창(교과부장관)
- 2012. 03. 01. 교과부(교육부)요청 도지정 창의·인성교육 시범학교 지정(3년)
- 2012. 11. 06. 학부모 학교참여 우수학교 표창(교과부장관)
- 2012. 12. 14. 충북사이버가정학습 우수학교 표창(교육감)
- 2012. 12. 14. 학교 홈페이지 활용 우수학교 표창(교육감)
- 2013. 11. 06. 학부모 학교참여 우수학교 표창(교육부장관)
- 2013. 12. 14. 충북사이버가정학습 우수학교 표창(교육감)
- 2014. 03. 01. 제4대 노재홍 교장 부임
- 2014. 03. 01. 43학급 편성(특수학급 1개 포함)
- 2015. 02. 16. 제8회 졸업생 204명(총 1,551명)
- 2015. 03. 01. 43학급 편성(특수학급 1개 포함)
- 2016. 03. 01.  한국교원대학교 교육실습협력학교 운영(2년)
- 2016. 11. 14. 자율장학 활성 우수학교 표창(교육감)
- 2016. 11. 27. 제45회 교육감기 학생탁구대회 우승
- 2016. 12. 16. 제17회 충북컴퓨터꿈나무축제 표창(교육감)
- 2017. 12. 28. 정보교육 활성화 우수학교 표창(교육감)
- 2017. 12. 31. 학교체육 활성화 우수학교 표창(부총리겸 교육부장관)
- 2018. 02. 09. 제11회 졸업생 184명(총 2,111명)
- 2018. 03. 01. 38학급 편성(특수학급 포함)

## 참고 자료
- 샛별초등학교 - 한국교육학술정보원 학교알리미